# Westfield (Wisconsin)
Westfield és una població dels Estats Units a l'estat de Wisconsin. Segons el cens del 2000 tenia 1.217 habitants.

## Demografia
Segons el cens del 2000, Westfield tenia 1.217 habitants, 504 habitatges, i 325 famílies. La densitat de població era de 330,9 habitants per km².
Dels 504 habitatges en un 34,5% hi vivien nens de menys de 18 anys, en un 46,6% hi vivien parelles casades, en un 13,3% dones solteres, i en un 35,5% no eren unitats familiars. En el 32,1% dels habitatges hi vivien persones soles el 18,3% de les quals corresponia a persones de 65 anys o més que vivien soles. El nombre mitjà de persones vivint en cada habitatge era de 2,38 i el nombre mitjà de persones que vivien en cada família era de 2,96.
Per edats la població es repartia de la següent manera: un 27,7% tenia menys de 18 anys, un 8,8% entre 18 i 24, un 26,7% entre 25 i 44, un 20% de 45 a 60 i un 16,8% 65 anys o més.
L'edat mediana era de 36 anys. Per cada 100 dones de 18 o més anys hi havia 83 homes.
La renda mediana per habitatge era de 30.341 $ i la renda mediana per família de 34.306 $. Els homes tenien una renda mediana de 30.758 $ mentre que les dones 22.938 $. La renda per capita de la població era de 17.318 $. Aproximadament el 7,3% de les famílies i el 9,5% de la població estaven per davall del llindar de pobresa.

## Poblacions més properes
El següent diagrama mostra les poblacions més properes.